# Moer (verbinding)

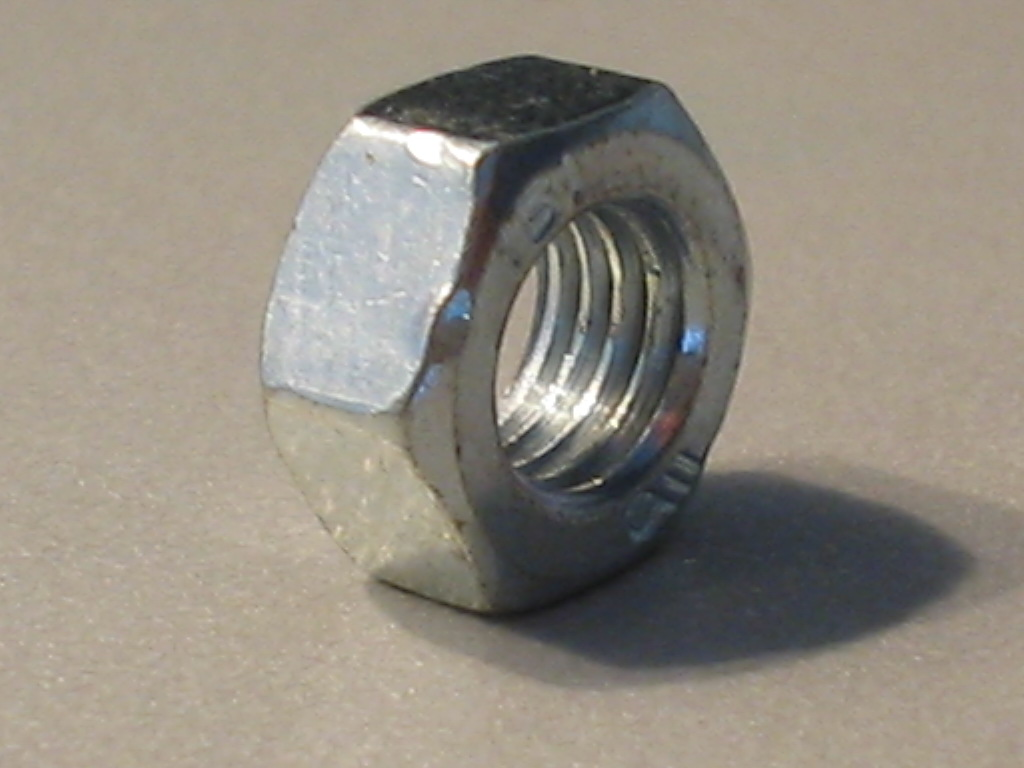
Een zeskantige moer

Een moer is een metalen, houten of kunststoffen ring, met meestal een zeshoekige of vierkante omtrek; en een holte die van schroefdraad voorzien is. In combinatie met een bout, draadeind of een ander voorwerp waarop schroefdraad is aangebracht, is het een middel om twee of meer voorwerpen met elkaar te verbinden.
In tegenstelling tot de kop van een bout, bestaat een moer bijna altijd uit een zeshoek die met een sleutel moet worden aangedraaid. Uitzondering zijn de 'kartelmoer' met een gekartelde buitenrand, de vierkante moer en de 'vleugelmoer' die is voorzien van vleugeltjes: deze kunnen met de vingers worden vastgedraaid. De vierkante moer werd veel bij slotbouten toegepast. De inschroefmoer en de inslagmoer zijn speciale moeren die bedoeld zijn om bouten aan hout te bevestigen.
De maten van de moeren zijn in millimeters of in inches. In bijna de gehele wereld wordt de millimetermaat gebruikt en in de Verenigde Staten en nog enkele landen de inchmaat. Met de maat wordt de diameter van de bijpassende bout of schroef aangeduid.

## Borgen
Om de verbinding te borgen wordt er vaak een borgring onder de moer gelegd. Ook een kroonmoer waar een splitpen doorheen wordt gestoken kan als borging van de verbinding dienen. Ook twee moeren op elkaar kan als borging dienen. Als borging niet direct nodig is wordt er toch meestal een (vlakke) sluitring onder een moer gelegd om de drukkrachten over een groter oppervlak te verdelen en het gat af te dichten.

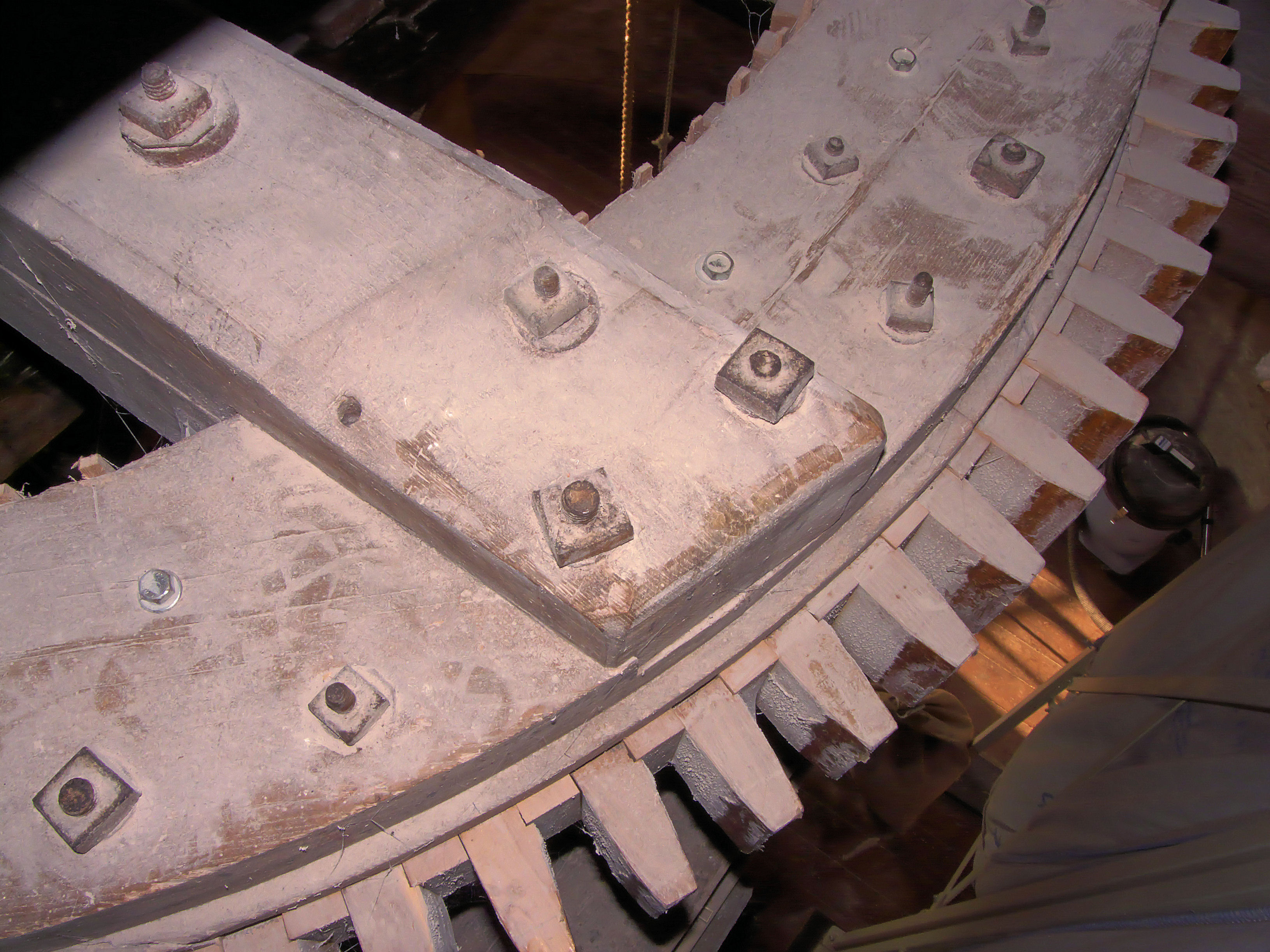
In molens zijn nog veel vierkante moeren te zien. Hier bij het spoorwiel van molen De Hoop.
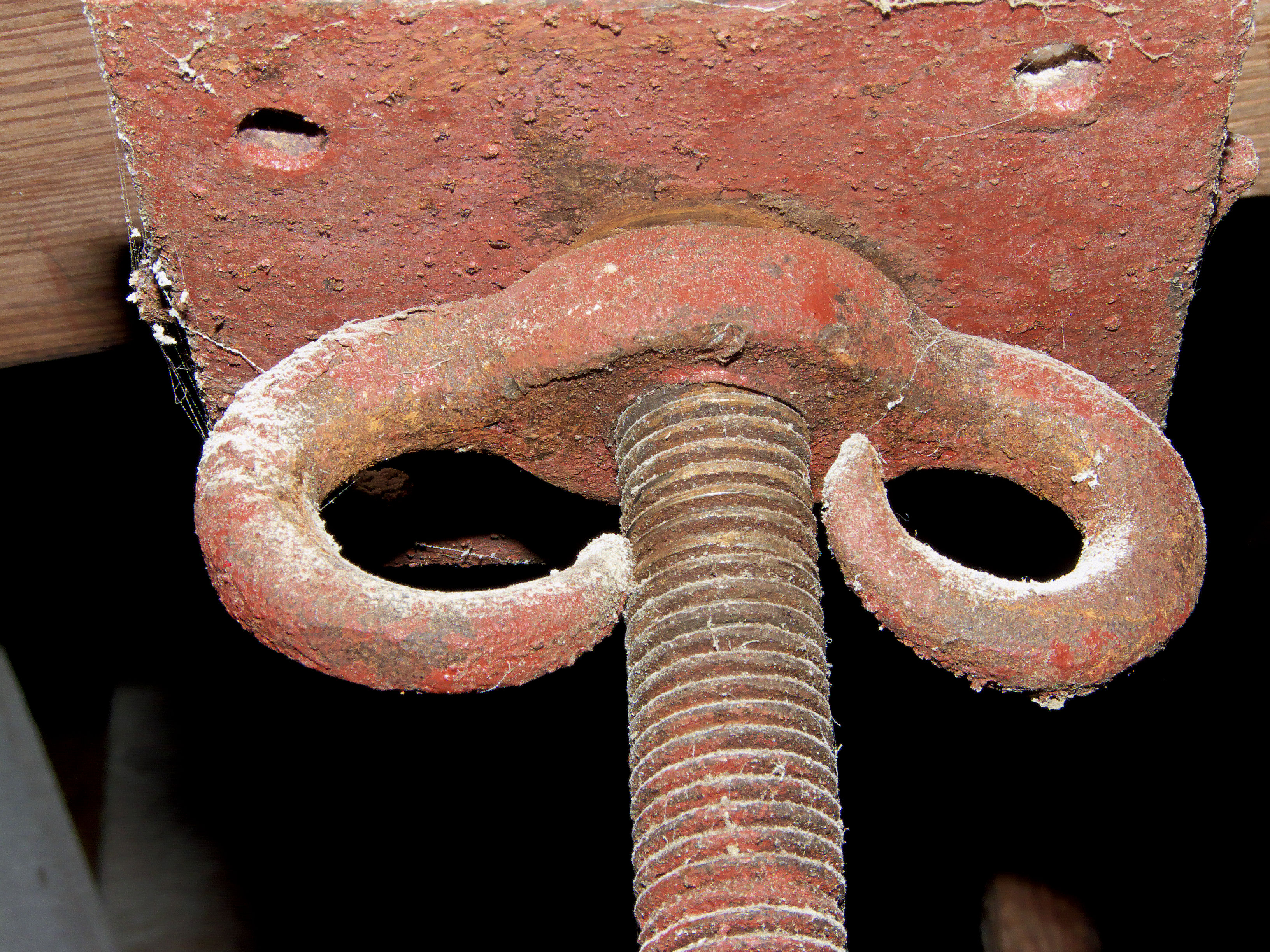
De voorloper van de vleugelmoer, toegepast in een windmolen

## Geschiedenis
Hoewel de geschiedenis van schroefdraad teruggaat tot 400 v.Chr., hebben de belangrijkste ontwikkelingen rondom bouten en moeren zich in de afgelopen honderdvijftig jaar voltrokken. Over de oorsprong van de eenvoudige bout en moer lopen de meningen uiteen. In zijn artikel “Nuts and Bolts” betoogt Frederick E. Graves dat de bout met schroefdraad en bijpassende moer, bedoeld als verbindingsmiddel, terug te voeren is naar het begin van de vijftiende eeuw. Hij baseert zijn conclusie op een boek uit die periode, waarin schroeven worden beschreven.

## Typen
| Naam                | Ook bekend als                              | Afbeelding | Omschrijving |
| ------------------- | ------------------------------------------- | ---------- | --- |
| Afbreekmoer         | Breekmoer                                   |            | Een moer waarvan het deel waarop een sleutel past afbreekt als een bepaald aandraaimoment bereikt wordt. Het achterblijvende deel kan dan niet meer losgedraaid worden.                     |
| Blindklinkmoer      |                                             |            | Een moer die met behulp van een klinktang kan worden vastgeklonken in metaal en zo een verzonken schroefgat creëert.                                                                        |
| Borgmoer            | Zelfborgende moer                           |            | Een moer met aan de binnenzijde een kunststof ring. Bij het aandraaien wordt hierin een schroefdraad gesneden. De moer komt daardoor vast te zitten, waardoor lostrillen wordt voorkomen.   |
| Dopmoer             | Bolkopmoer                                  |            | Een moer met een gesloten bol uiteinde. |
| Flensmoer           |                                             |            | Een moer met een (ver)brede kraag. |
| Glijmoer            |                                             |            | Een moer die zodanig gevormd is dat hij precies in een bepaald profiel past en daar doorheen kan glijden. De vorm is afhankelijk van het gekozen profiel.                                   |
| Hulsmoer            | Boekmoer                                    |            | Een langwerpige ronde moer met een flens aan het uiteinde. |
| Inslagmoer (hout)   |                                             |            | Moer met flens voorzien van scherpe voorwaarts gerichte punten. Wordt gebruikt voor het bevestigen van bouten op houten objecten.                                                           |
| Inslagmoer (metaal) |                                             |            | Moer met dunne rand die door een gat in een metalen plaat kan worden gestoken en dan vastgeslagen.                                                                                          |
| Inzetmoer           | Insert                                      |            | Ronde moer met een profiel aan de buitenzijde, meestal gemaakt van zacht metaal. Wordt ingebracht in een boorgat en klemt zich vast als er een bout of draadeind wordt ingedraaid.          |
| Kartelmoer          |                                             |            | Moer met geribbelde buitenzijde die het mogelijk maakt de moer met de hand aan te draaien, of om deze in een ronde opening te verankeren.                                                   |
| Kooimoer            |                                             | Kooimoer   | Moer, meestal vierkant, omvat door een beugel die de moer op zijn plaats houdt tijdens de montage, bijvoorbeeld in een metalen profiel.                                                     |
| Koppelmoer          | Verbindingsmoer, draadbus, schroefdraadhuls |            | Een langwerpige moer met ronde of zeskantige buitenzijde, bedoeld voor het verbinden in de lengterichting van twee draadeinden of pijpen.                                                   |
| Kroonmoer           |                                             |            | Een moer voorzien van sleuven waardoor de moer geborgd kan worden met een splitpen of iets dergelijks.                                                                                      |
| Lasmoer             | Aanlasmoer                                  |            | Moer die bedoeld is om aan een metalen object vastgelast te worden. |
| Plaatmoer           | Snapmoer                                    |            | Een moer met een clip om hem op een (metalen) plaat te klemmen. |
| Rampamoer           | Inschroefmoer                               |            | Een moer die voorzien is van een in- en uitwendige schroefdraad, bedoeld om in zachte materialen, bijvoorbeeld hout, te draaien.                                                            |
| Ringmoer            |                                             |            | Moer met vast aangebrachte ring. |
| Stiftmoer           | Dwarsmoer                                   |            | Een moer met de schroefdraad dwars op de lengterichting. |
| Vierkante moer      |                                             |            | Een moer met vier gelijke zijden. Door de langere zijden in vergelijking met de gebruikelijke zeskantige moer heeft de sleutel een betere grip en kan er meer kracht op uitgeoefend worden. |
| Vleugelmoer         | Vlindermoer                                 |            | Heeft twee "vleugels" die gebruikt worden om de moer met de hand aan te draaien. |
| Zeskantige moer     | Hexagonale moer, zeskantmoer                |            | Moer met zes gelijke zijden. Meest gebruikelijke type. |
| Zetmoer             | Persmoer                                    |            | Een moer met een geprofileerde rand die in een boorgat geperst, vastgeslagen of door aandraaien vastgetrokken kan worden.                                                                   |